# 邓宝金
邓宝金（1958年—），女，汉族，山东莘县人，中华人民共和国杂技艺术家，中国共产党党员，曾任中国杂技家协会副主席，山东省杂技家协会副主席，山东省文学艺术界联合会副主席。

## 社会兼职
曾任第九届、第十届、第十一届全国人民代表大会山东地区代表。